# Phare de Cumberland Head
Le phare de Cumberland Head (en anglais : Cumberland Head Light) est un phare actif situé dans la baie de Cumberland sur le Lac Champlain, dans le Comté de Clinton (État de New York).

## Histoire
Le phare a été construit en 1838 et la tour a été mise en service en 1868. Le phare a été désactivé en 1934. La station de signalisation a été abandonnée et fortement vandalisée lorsque l’église de Joseph et Rose l’a acheté en 1948. Les bâtiments ont été restaurés et l'église a vécu sur le site pendant près de 50 ans. Revendue en 1996, la station a été réactivée en 2003. L'objectif original était une lentille de Fresnel de quatrième ordre installée en 1856.

## Description
Le phare  est une tour conique en pierre de taille avec galerie et lanterne de 15 m de haut, reliée à une maison de gardien de deux étages. La tour est non peinte et la lanterne est noire.
Son feu à occultations émet, à une hauteur focale de 23 m, un éclat blanc de 0,4 seconde par période de 4 secondes. Sa portée est de 7 milles nautiques (environ 13 km).

## Caractéristiques dufeu maritime
Fréquence : 4 secondes (W)
- Lumière : 0,4 seconde
- Obscurité : 3,6 seconde

Identifiant : ARLHS : USA-211 ; USCG : 1.39380 .